# Крекинг
Крекинг се наричат процесите, при които под въздействието на висока температура и/или катализатор от съединения с дълга въглеродна верига се получават съединения с по-къса въглеродна верига.
Терминът идва от английския глагол crack (троша, разбивам, строшавам), защото от по-голяма молекула чрез „разбиване“ се получават няколко по-малки молекули.
Процесът се прилага в нефтохимическата промишленост за получаване на по-леки фракции (етан, етен, бензин, дизел и др.) от по-тежки фракции като мазут и битум.

## Термичен крекинг
При термичния крекинг молекулите се разпадат само под въздействието на високи температури. На фигурата е посочено разпадането на молекула октан на молекула бутан и молекула бутен. При високи температури кинетичната енергия и вибрацията на отделните атоми е толкова голяма, че някои от въглеродните връзки могат да се „скъсат“. При това от 1 въглеродна верига се получават напр. 2 органични радикала или органичен радикал и водороден радикал.
Получените радикали могат да участват в най-разнообразни реакции, например:
- радикалите могат да се рекомбинират, като дадат изходната молекула;
- да се комбинират с други радикали (получени при „скъсването“ на други молекули), като дадат нови органични молекули;
- радикал може да „отцепи“ водороден атом от (друга) органична молекула или радикал (т.нар. верижна реакция), давайки нов радикал;
- 2 водородни радикала могат да се комбинират, давайки водородна молекула и пр.

Поради наличието на различни радикали и многото възможни реакции между тях теоретично могат да се получат огромен брой органични съединения. Голяма част от тях обаче са нестабилни при високите температури, при които се провежда крекингът, и се разпадат отново на радикали. Главните продукти са въглеводороди (алкани, алкени), които са сравнително инертни и стабилни при условията на процеса.
На фигурата (щракнете върху картинката) октановата молекула (с верига от 8 въглеродни атома) се разцепва по средата, давайки 2 бутилови радикала (4 въглеродни атома). Единият бутилов радикал отцепва водороден атом от другия, при това първият радикал се превръща в бутан, а вторият – в бутен.
Така от октан (течност при нормални условия) се получава по-лека фракция (бутанът и бутенът са газообразни при нормални условия).
Крекингът се провежда в отсъствието на кислород (въздух), тъй като в противен случай получените продукти са главно въглероден диоксид и вода (т.е. би протекло горене).

## Каталитичен крекинг
При каталитичния крекинг се използват катализатори, които ускоряват реакциите, правят възможни процесите при по-ниски температури и водят до получаването на по-големи количества желани продукти за сметка на „нежелани“ продукти. Като катализатори служат предимно твърди неорганични киселини, които благоприятстват разцепването на молекулите на йони (обикновено карбокатион и хидриден анион).